# 嫌韓本
嫌韓本（けんかんぼん）とは、社会において出版されている書籍の種類。
嫌韓本とされる書籍は、主に韓国による反日行動を批判するというものである。韓国の反日活動が注目を浴び始めた近年において、数多く出版されるようになっている。
インターネットが普及しだしたこともあり、過激な反日行動や反日教育など、あまり表に出てこなかった韓国の特殊な事情が明らかになるにつれて、マンガ嫌韓流といった韓国を批判する書籍が登場するようになった。さらには韓国大統領李明博による2012年の竹島上陸が、それらの書籍の増加に拍車をかけることになった。
『毎日新聞』の第68回読書世論調査によると、「嫌韓・嫌中」本・記事を読んだ人の45％が60代以上で、10代後半は3％、20代は8％だった。「嫌韓・嫌中」本・記事を読んだ人をさらに分析してみると、8割は普段から本や新聞を購読。読んでいない人に比べ、歴史や地理の本を好み、電子書籍の読書経験も多かった。週刊誌を読む人が多く、調査時期の1カ月間に読んだ雑誌は、「週刊文春」25％、「週刊新潮」23％、「週刊現代」21％だった。1カ月の本の購入費が平均で3000円以上と答えた人の割合 は、読んでいない人の約3倍だった。

## 評価
産経新聞の阿比留瑠比は嫌韓本について、日本社会の右傾化や排外主義の高まりだと戒める向きがあるが、それは違い、むしろ韓国に対する関心と認識が深まったがゆえのものであり、嫌韓本が売れる理由は韓国の反日の正体を知り、適切に付き合い、適度に距離を置くためのヒントが提供されているからではないか、としている。